# Ślepy zegarmistrz
Ślepy zegarmistrz – popularnonaukowa książka brytyjskiego biologa Richarda Dawkinsa wydana w 1986. Naukowiec przedstawia w niej argumenty i dowody popierające teorię ewolucji metodami doboru naturalnego. Zajmuje się także niektórymi krytycznymi głosami wobec jego poprzedniej książki: „Samolubny gen”. Celem napisania obu była popularyzacja koncepcji ewolucji, w której dobór naturalny przebiega na poziomie genów.

## Treść
W przedmowie autor pisze, że napisał książkę, by przekonać czytelnika nie tylko do prawdziwości darwinowskiej ewolucji, ale też do tego, że to jedyna znana nam teoria, która jest w stanie wyjaśnić nasze istnienie.
Tytuł nawiązuje do analogii zegarmistrza, którą spopularyzował William Paley w książce Natural Theology. Paley na pół wieku przed publikacją O pochodzeniu gatunków Darwina twierdził, że złożoność żywych organizmów jest dowodem na istnienie boskiego twórcy. Dowodził tego za pomocą analogii w postaci sytuacji, w której istnienie tak skomplikowanego obiektu jak zegarek uzasadnia wiarę w istnienie inteligentnego zegarmistrza. Dawkins przeciwstawia ludzki sposób projektowania uwzględniający cel i planowanie z efektami doboru naturalnego, porównując działanie procesu ewolucji do ślepego zegarmistrza.
Rozwijając argumentację, że dobór naturalny jest w stanie wyjaśnić złożoność i przystosowanie organizmów żywych, Dawkins najpierw rozważa różnice między możliwościami rozwoju, jakie daje czysta przypadkowość, a tymi, które są wynikiem połączenia przypadkowości z kumulatywnym doborem. Demonstruje to na przykładzie programu Weasel. Opisuje swoje doświadczenie z bardziej zaawansowanymi komputerowymi modelami ewolucji zaimplementowanej w programie The Blind Watchmaker (Ślepy zegarmistrz), który jest sprzedawany oddzielnie jako pomoc edukacyjna.
Po przedstawieniu argumentów na to, że ewolucja jest w stanie wyjaśnić powstanie złożoności, pod koniec książki Dawkins używa tego samego argumentu, by dowieść nielogiczności koncepcji istnienia boskiego stwórcy „bóstwo zdolne do skonstruowania całej zorganizowanej złożoności, jaką widzimy w świecie organizmów żywych, albo natychmiastowo, albo za pośrednictwem sterowanego procesu ewolucji ... musi samo najpierw być w ogromnym stopniu złożone” i nazywa to postulatem zorganizowanej złożoności pozbawionym jakiegokolwiek wyjaśnienia.

## Wydania
Pierwsze wydanie ukazało się w 1986 r. Okładkę zaprojektował Desmond Morris.
Drugie, z 1996, zawiera dodatek, w którym autor opisuje jak doświadczenie z modelami komputerowymi spowodowało, że zauważył, jak bardzo istotne są uwarunkowania embriologiczne dla doboru naturalnego. Szczególnie dotyczy to pewnych wzorców rozwoju zarodkowego mogących prowadzić do sukcesu ewolucyjnego danych gatunków. Ale uważa, że nie wynikają z tego żadne argumenty na rzecz koncepcji doboru grupowego.
Polskie tłumaczenie zostało wydane w 1994 r. przez Państwowy Instytut Wydawniczy w serii „Biblioteka myśli współczesnej”.

## Film
W 1987 r. we współpracy z Jeremym Taylorem zrealizował dla BBC HORIZON film dokumentalny na podstawie książki, pod tym samym tytułem. Film zdobył nagrodę Sci-Tech Award for Best Science Documentary of the year.